# Jean Webster
Jean Webster, pseudonimo di Alice Jane Chandler Webster (Fredonia, 24 luglio 1876 – New York, 11 giugno 1916), è stata una scrittrice statunitense.

## Biografia

### Infanzia
Alice Jane Chandler Webster nacque a Fredonia nel 1876, primogenita di Annie Moffett Webster e di Charles Luther Webster; sebbene per la maggior parte della sua vita si fece chiamare Jean, il suo nome di battesimo era Alice e veniva così chiamata fino a quando ebbe diciotto anni circa. Vivendo con sua madre, sua nonna e persino la sua bisnonna, Jean crebbe in un ambiente fortemente matriarcale e attivista: la bisnonna aderiva al movimento per la temperanza e sua nonna si interessava di uguaglianza razziale e suffragio femminile.
La madre era una nipote di Mark Twain, mentre suo padre era socio di Twain e successivamente l'editore di molti dei suoi libri tramite la Charles L. Webster and Company, casa editrice fondata nel 1884. Inizialmente gli affari ebbero successo, e quando Alice aveva cinque anni la famiglia si trasferì in una grande dimora a New York, con in più una residenza per le vacanze a Long Island. Successivamente però la casa editrice incontrò delle difficoltà e la collaborazione con Mark Twain andò deteriorandosi. Nel 1888 suo padre ebbe un esaurimento nervoso e, avendo deciso di prendersi un periodo di vacanza, tornò con la famiglia a Fredonia, dove però non si riprese e nel 1891 si suicidò con un'overdose di farmaci.
Alice frequentò la State University of New York at Fredonia e si diplomò nel 1894 in pittura su porcellana. Dal 1894 al 1896 frequentò la Scuola di Lady Jane Grey, a Binghamton, come collegiale. Fu qui che Alice iniziò a farsi chiamare Jean: siccome anche la sua compagna di stanza si chiamava Alice, la scuola le chiese di utilizzare un altro nome: scelse "Jean" come variante del suo secondo nome. Durante il periodo passato lì, imparò tra le altre cose musica, arte, composizione di lettere, dizione e buone maniere, insieme a circa altre venti ragazze. Questa scuola fu di grande ispirazione nella stesura del romanzo Just Patty: l'autrice si ritrovò infatti a riutilizzare vari particolari, come ad esempio la struttura della scuola, i nomi delle stanze (Sky Parlour, Paradise Alley), le uniformi e il programma giornaliero di ragazze e insegnanti.
Jean si diplomò dalla scuola nel giugno del 1896 e poi tornò per un anno nella divisione del college alla Fredonia Normal School.

### Università

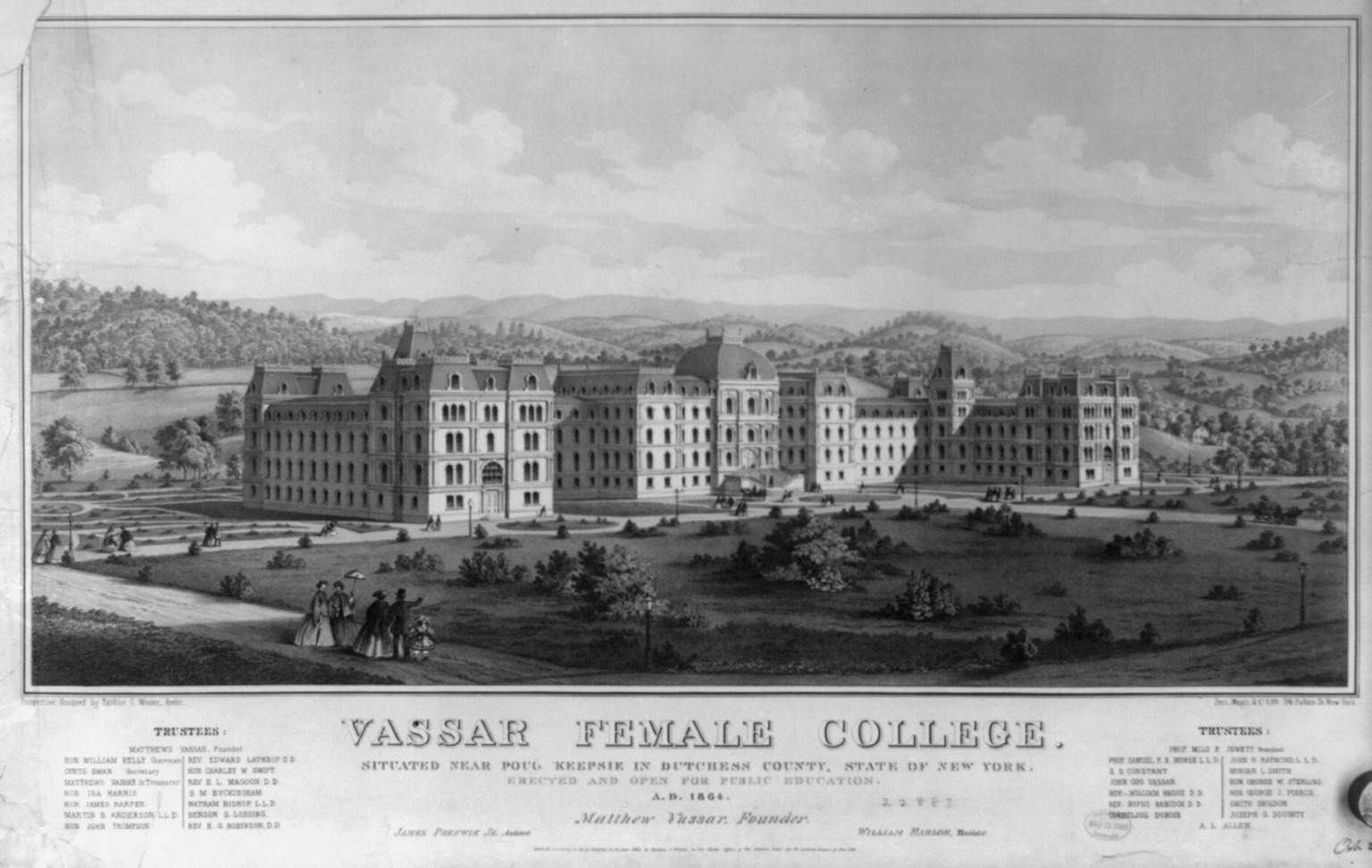
Vassar College nel 1862 circa

Nel 1897 Webster entrò al Vassar College nella classe 1901. Studiando inglese ed economia, seguì un corso di benessere pubblico e riforme del sistema penale e iniziò ad interessarsi di questioni sociali: come parte del corso visitò orfanotrofi e riformatori; finì così coinvolta con il movimento del College Settlement (al servizio delle comunità più povere di New York), un interesse che avrebbe mantenuto per tutta la vita. Le sue esperienze a Vassar furono fonte di ispirazione per i suoi romanzi When Patty Went to College e Papà Gambalunga.
Durante l'università Jean iniziò una grande amicizia con la futura poetessa Adelaide Crapsey, a cui rimase legata fino alla morte di questa avvenuta nel 1914. Partecipò con l'amica a molte attività extracurricolari, tra cui scrittura, teatro e politica. Insieme supportarono il socialista Eugene Victor Debs come candidato alla presidenza degli Stati Uniti durante le elezioni del 1900, anche se all'epoca le donne non avevano diritto di voto.
Jean collaborò con la rivista Vassar Miscellany scrivendovi racconti, e come parte del suo corso di inglese del secondo anno iniziò a scrivere una rubrica settimanale sul giornale del college e racconti per il Poughkeepsie Sunday Courier. Diceva di essere "uno squalo in inglese" ma pare che la sua ortografia fosse piuttosto eccentrica, e quando un'insegnante, scandalizzata, le chiese con quale diritto avesse alterato la sillabazione di una parola, Jean rispose "Con quello dei Webster", un gioco di parole con il nome del curatore di un dizionario che portava il suo stesso cognome.
Jean passò un semestre del suo terzo anno in Europa assieme a due sue compagne del Vassar College, viaggiando per la Francia e il Regno Unito, ma fermandosi a lungo in Italia, che era la sua meta principale; visitò Roma, Napoli, Venezia e Firenze. A Parigi conobbe Ethelyn McKinney e Lena Weinstein, anche loro americane, che sarebbero rimaste sue amiche per tutta la vita. Mentre era in Italia, Webster fece ricerche per la sua tesi di laurea in economia del terzo anno, incentrata "sulla povertà in Italia". Inoltre raccontò dei suoi viaggi sul Poughkeepsie Sunday Courier e raccolse materiale per un breve e suggestivo racconto, Villa Gianini, pubblicato sul Vassar Miscellany nell'aprile del 1901; in seguito Jean ampliò il racconto trasformandolo in un romanzo, The Wheat Princess. Ritornata a Vassar per l'ultimo anno, divenne redattrice letteraria per l'annuario della sua classe e si laureò nel 1901.

### Età adulta
Ritornata a Fredonia, Jean iniziò a scrivere When Patty Went to College, nel quale raccontava della vita in un college femminile. Dopo alcune difficoltà nel trovare un editore, il romanzo venne pubblicato a marzo del 1903 ottenendo buone recensioni dalla critica. Jean iniziò quindi a scrivere racconti brevi, che sarebbero andati a comporre la raccolta Much Ado about Peter, e mentre visitò l'Italia accompagnata dalla madre nell'inverno tra il 1903 e il 1904, passando tra l'altro sei settimane in un convento a Palestrina, Jean continuò a lavorare a The Wheat Princess, un ampliamento del suo racconto breve Villa Gianini, che venne pubblicato nel 1905.
Gli anni seguenti portarono ad un altro viaggio in Italia e a un giro del mondo di otto mesi assieme a Ethelyn McKinney e ad altre due ragazze, con cui visitò Egitto, India, Burma, Sri Lanka, Indonesia, Hong Kong, Cina e Giappone. Nel mentre scrisse e pubblicò Jerry Junior e The Four Pools Mystery, rispettivamente nel 1907 e nel 1908.
Jean iniziò una relazione segreta con il fratello maggiore di Ethelyn McKinney, Glenn Ford McKinney, un avvocato che aveva faticato tutta la vita per far fronte alle alte aspettative di suo padre, facoltoso e di successo; aveva un matrimonio infelice dovuto ai disturbi mentali della moglie, Annette Reynaud, ricoverata frequentemente in ospedale per episodi maniaco-depressivi; anche il loro figlio, John, mostrava segni di instabilità mentale. Questa vicenda fu poi ripresa e rielaborata come trama secondaria in Caro nemico. McKinney cercava di svagarsi da queste preoccupazioni con frequenti battute di caccia o giri in barca, ma anche con l'abuso di alcool: per questo motivo entrò varie volte in sanatori. I McKinney si separarono nel 1909, ma in un'epoca in cui il divorzio era molto raro e difficile da ottenere, restarono formalmente sposati sino al 1915.
McKinney faticò a disintossicarsi dall'alcolismo anche dopo la separazione, ma riuscì a mettere sotto controllo la sua dipendenza entro l'estate del 1912, quando partì con Jean, la sorella e Lena Weinstein alla volta dell'Irlanda. Durante questo periodo Jean continuò a scrivere racconti brevi e iniziò ad adattare alcuni dei propri libri per il teatro. Nel 1911 pubblicò Just Patty e Jean iniziò subito a scrivere Papà Gambalunga mentre si trovava in una vecchia fattoria a Tyringham (Massachusetts). La storia racconta di un'orfana di nome Jerusha Abbott che riesce a frequentare il college grazie al sostegno di un benefattore anonimo. Il romanzo, l'opera più famosa di Jean Webster, fu inizialmente pubblicato a puntate sul Ladies' Home Journal e poi in forma di libro nell'ottobre del 1912, acclamato da pubblico e critica.
Jean lo riadattò in una commedia teatrale nel 1913, e nel 1914 andò in tour per quattro settimane con lo spettacolo: dopo provini ad Atlantic City, Washington, Rochester, Syracuse, Indianapolis e Chicago, lo spettacolo debuttò al Gaiety Theatre di New York nel settembre del 1914 e continuò ad essere rappresentato fino al maggio 1915. Subito dopo iniziò un tour per gli Stati Uniti. Il romanzo e lo spettacolo diventarono un simbolo per le opere caritatevoli e per varie riforme: ad esempio, il ricavato dalla vendita di bambole "Papà Gambalunga" venne devoluto per finanziare l'adozione di vari orfani.
Il successo di Jean venne però adombrato dalla battaglia della sua amica Adelaide Crapsey contro la tubercolosi, che la portò alla morte nell'ottobre del 1914.
Nel giugno del 1915 venne concesso il divorzio a Glenn Ford McKinney, e lui e Jean si sposarono con una cerimonia privata nel settembre dello stesso anno a Washington. Seguì una luna di miele nei terreni dei McKinney vicino a Québec in Canada, dove furono visitati dall'ex presidente degli Stati Uniti Theodore Roosevelt, che si presentò dicendo: "Ho sempre voluto incontrare Jean Webster. Forse possiamo sistemare un divisorio nella baita."
Ritornati negli Stati Uniti, gli sposini vissero alternativamente tra l'appartamento di Jean a New York e la fattoria Tymor di McKinney, nella contea di Dutchess. Nel novembre del 1915 venne pubblicato Caro nemico, seguito di Papà Gambalunga, che pure ebbe successo. Sempre in forma epistolare, il romanzo racconta le avventure di un'amica di college di Judy, Sallie McBride, che è diventata la sovrintendente di un orfanotrofio.
Jean rimase incinta e, dati i precedenti della sua famiglia, fu avvertita che la sua gravidanza avrebbe potuto essere pericolosa. Soffrì varie forme di nausee mattutine, ma nel febbraio del 1916 si sentì meglio e riuscì a tornare alle sue attività principali: eventi sociali, visite alle prigioni e incontri per le riforme degli orfanotrofi e per il suffragio femminile. Iniziò anche a scrivere un nuovo libro e uno spettacolo ambientati nello Sri Lanka. I suoi amici dicevano di non averla mai vista così felice.

### Morte
Jean Webster venne ricoverata nello Sloan Hospital for Women a New York nel pomeriggio del 10 giugno 1916. Glenn McKinney, richiamato da una riunione di ex allievi dell'Università di Princeton, arrivò 90 minuti prima che Jean partorisse, alle 22:30 di sera, una bambina di circa tre chili. Inizialmente andò tutto bene, ma qualche ora dopo il parto le condizioni della scrittrice si aggravarono. Morì a causa della febbre puerperale alle ore 7:30 del mattino dell'11 giugno 1916. La figlia fu chiamata Jean in suo onore.

## Temi
Jean Webster era attiva in politica e in questioni sociali, tematiche spesso incluse nei suoi libri.

### Eugenetica
Il movimento eugenetico era un argomento scottante all'epoca in cui Jean Webster scriveva i suoi romanzi. In particolare, il libro del 1877 di Richard Louis Dugdale sulla famiglia Juke, ma anche lo studio del 1912 di Henry Goddard sulla famiglia Kallikak erano molto letti all'epoca. In Caro nemico Jean menziona e riassume i due studi approvandoli a certi livelli, anche se alla fine la protagonista, Sallie McBride, dichiara di credere che "non esista qualcosa come l'ereditarietà", posto che i bambini siano cresciuti in un ambiente sano. Ad ogni modo, l'idea di eugenetica come "verità scientifica", approvata dalla maggior parte degli intellettuali dell'epoca, non compare nel romanzo.

### Riforme delle istituzioni
Sin dai suoi anni di università Jean Webster prese parte a movimenti di riforma e fu membro dell'associazione "State Charities Aid", visitando  orfanotrofi, raccogliendo fondi per bambini abbandonati e per favorire le adozioni. In Caro nemico Jean nomina come modello il Pleasantville Cottage School, un orfanotrofio composto da vari cottage che lei stessa aveva visitato.

### Diritti femminili
Jean Webster supportava anche l'istruzione e il suffragio femminile. Partecipò a marce per il voto alle donne e rimase attivamente coinvolta con il Vassar College, grata per l'educazione ricevuta. I suoi romanzi promuovevano l'istruzione femminile e le sue protagoniste approvavano esplicitamente il suffragio femminile.

## Opere
Romanzi
- When Patty Went to College (Quando Patty andava al college, 1903)
- The Wheat Princess (La Principessa del grano, 1905)
- Jerry Junior (1907)
- The Four-Pools Mystery (Il mistero di Four-Pools, 1908)
- Much Ado About Peter (Molto rumore per Peter, 1909)
- Just Patty (1911)
- Daddy-Long-Legs (Papà Gambalunga, 1912)
- Daddy Long-Legs. A Comedy in Four Acts, (Papa Gambalunga. Commedia in quattro atti, 1914)[5].
- Dear Enemy (Caro nemico, 1915)

Racconti
Oltre agli otto romanzi, Jean Webster pubblicò su rivista diversi racconti, alcuni dei quali confluiti in Much Ado About Peter, e ne scrisse altri che rimasero nel cassetto, come Ugolina di Biella. 
Sei racconti, tra i quali Villa Gianini, pubblicati sul "Vassar Miscellany" e sul "Vassarion" dal 1898 al 1901, possono essere considerati i suoi Juvenilia.